# 룽후이현

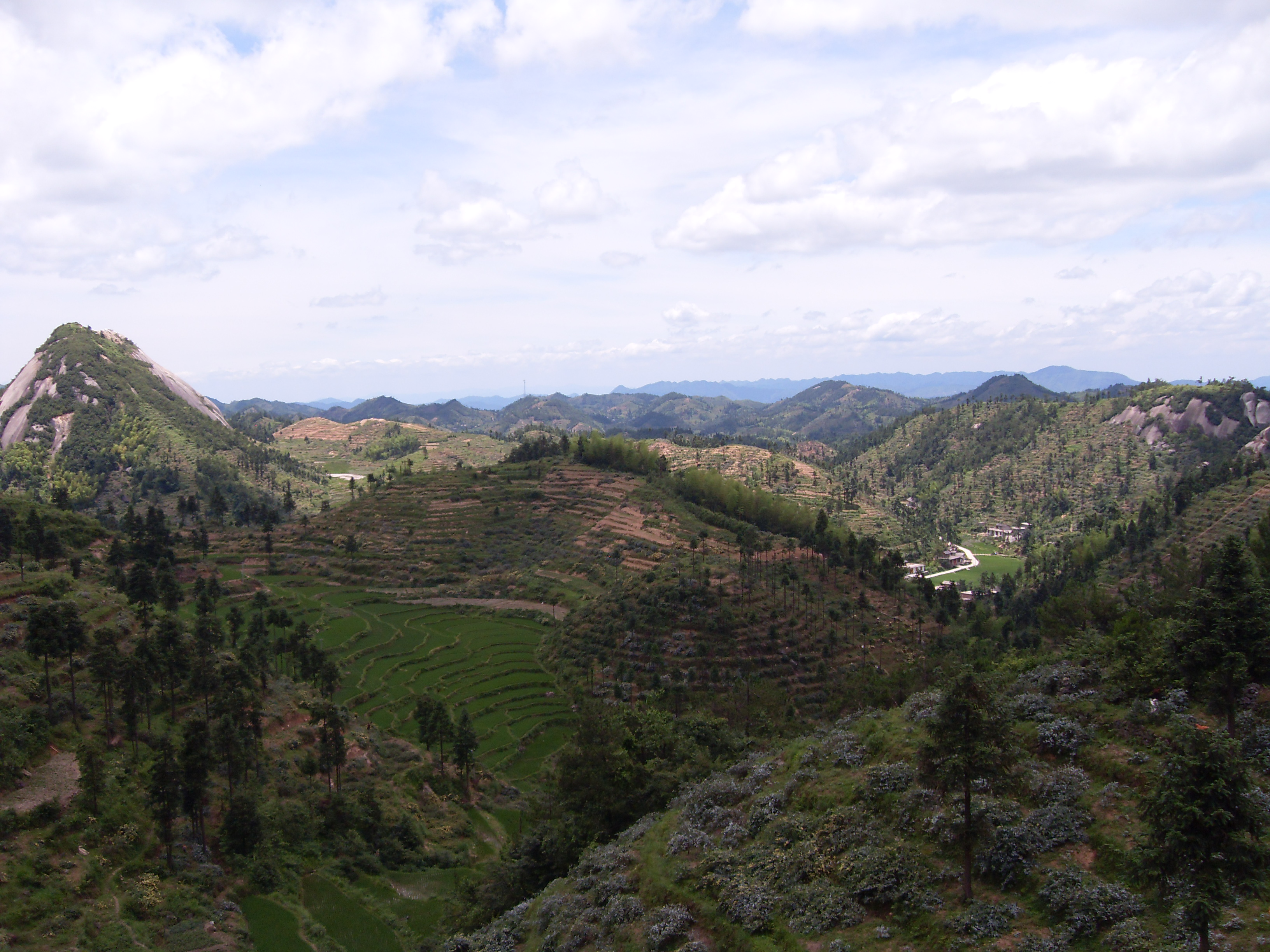

룽후이현(한국어: 융회현, 중국어: 隆回县, 병음: Lónghuí Xiàn)은 중화인민공화국 후난성 사오양 시의 현급 행정구역이다. 넓이는 2871km2이고, 인구는 2007년 기준으로 1,130,000명이다.

## 행정 구역
14개 진, 10개 향, 2개 민족향을 관할한다.
- 진: 桃洪镇, 小沙江镇, 金石桥镇, 司门前镇, 高平镇, 六都寨镇, 荷香桥镇, 横板桥镇, 周旺镇, 滩头镇, 鸭田镇, 西洋江镇, 雨山铺镇, 岩口镇.
- 향: 麻塘山乡, 大水田乡, 羊古坳乡, 罗洪乡, 七江乡, 荷田乡, 石门乡, 南岳庙乡, 三阁司乡, 北山乡.
- 민족향: 虎形山瑶族乡, 山界回族乡